# Inka Grings
Inka Grings (Düsseldorf, 31 de outubro de 1978) é uma futebolista alemã que atua como atacante. Atualmente está sem clube.

## Principais títulos
FCR 2001 Duisburg
- Copa da UEFA: 2009
- Campeonato Alemão: 2000
- Copa da Alemanha: 1999, 2009 e 2010

Seleção Alemã
- Campeonato Europeu de Futebol Feminino: 2005 e 2009
- Jogos Olímpicos: 2000 (medalha de bronze)

Individuais
- Futebolista Alemã do Ano: 1999 e 2009

## Artilharias
- Campeonato Alemão: 1999, 2000, 2003, 2008 e 2009
- Campeonato Europeu: 2005 (4 gols) e 2009 (6 gols)[2]